# 韩家庄二郎庙
韩家庄二郎庙，位于中華人民共和國山西省临汾市洪洞县万安镇韩家庄村东，建于清代。韩家庄二郎庙已公布为洪洞县文物保护单位。